# 白马镇 (乐山市)
白马镇，是中华人民共和国四川省乐山市市中区下辖的一个乡镇级行政单位。2019年12月，撤销童家镇，将原童家镇和原石龙乡乐加村、流村村、松柏村、努力村所属行政区域划归白马镇管辖。

## 行政区划
白马镇下辖以下地区：
白马场社区、友谊村、万井村、桐麻山村、车架山村、精华村、石马村、楼子村、高岩村、万湖村和白鹤村。